# Mangal (tribu)
Pour les articles homonymes, voir Mangal (homonymie).

Tribu Mangal

Mangal (pachto : منگل) est une tribu pachtoune, résidant dans l'est de Paktia et les provinces adjacentes de Khost en Afghanistan, et dans la ville de Tari Mangal, district de Kurram, au Pakistan. Leurs terres constituent la partie nord-est de la région de Loya Paktia. La descendance des Mangals de la lignée Karlani pachtounes.